# Wales vapen
Wales statsvapen är baserad på det gamla kungavapnet som användes av Wales kung Llywelyn den store på 1200-talet. Skölden i rött och gult och de fyra lejonen är det traditionella vapnet men ett modernt alternativ är den walesiska draken på en grön och vit bakgrund. Denna sköld är hämtad från Wales flagga. Fursten av Wales använder sig av den traditionella vapenskölden men har tillagt en krona i mitten.